# Vermont (Wisconsin)
Vermont – miasto w Stanach Zjednoczonych, w stanie Wisconsin, w hrabstwie Dane.